# Vesce (Týn nad Vltavou)
Vesce je malá vesnice, část města Týn nad Vltavou v okrese České Budějovice v Jihočeském kraji. Nachází se asi čtyři kilometry severně od Týna nad Vltavou. Vesce leží v katastrálním území Koloděje nad Lužnicí o výměře 5,27 km². Podél severní hranice katastrálního území protéká Bilinský potok, který se zde vlévá do Lužnice.

## Historie
První písemná zmínka o vesnici pochází z roku 1268. V roce 1475 byla ves zaznamenána jako Čabrov, později se jmenovala také Cabrov či Zabrow.

## Obyvatelstvo
| Rok            | 1869 | 1880 | 1890 | 1900 | 1910 | 1921 | 1930 | 1950 | 1961 | 1970 | 1980 | 1991 | 2001 | 2011 | 2021 |
| -------------- | ---- | ---- | ---- | ---- | ---- | ---- | ---- | ---- | ---- | ---- | ---- | ---- | ---- | ---- | ---- |
| Počet obyvatel | 203  | 173  | 153  | 142  | 148  | 147  | 135  | 93   | 83   | 88   | 67   | 63   | 47   | 47   | 36   |
| Počet domů     | 33   | 34   | 34   | 31   | 28   | 27   | 27   | 26   | 26   | 23   | 25   | 27   | 27   | 26   | 28   |

## Obecní správa
Při sčítání lidu v letech 1850–1975 Vesce byla osadou obce Koloděje nad Lužnicí, se kterým patřila nejprve do okresu Týn nad Vltavou, ale od roku 1960 v okrese České Budějovice. Od 1. ledna 1976 je částí města Týn nad Vltavou v okrese České Budějovice.

## Pamětihodnosti
- Kaplička svatého Vojtěcha se zvoničkou z roku 1825[9]
- Přes Vesce-Rosín vede Franzlova stezka pojmenovaná podle Rudolfa Francla (1863–1933), který působil na statku v Černicích, věnoval se lesnímu hospodářství a patřil k zakladatelům Odboru klubu československých turistů v Bechyni.[10]
- Křížky u čp. 3 a 5